# Арпад Миклош
А́рпад Ми́клош (венг. Arpad Miklos; 11 сентября 1967 — 3 февраля 2013), при рождении Пе́тер Ко́зма (венг. Péter Kozma) — венгерский порноактёр.

## Биография
Миклош родился в Будапеште, Венгрия. Прежде чем стать актёром порнофильмов, работал фармацевтом. В 1994 году Арпад Миклош познакомился с режиссёром гей-порно Кристеном Бьорном, у которого снялся в трёх лентах. После переезда в Нью-Йорк непродолжительное время работал в службе эскорта.
В США Миклош заключил контракт со студиями Falcon Entertainment, Titan и Lucas Entertainment, специализирующимися на выпуске фильмов для гей-аудитории. В общей сложности актёр снялся в более 60 порнолентах. В 2005 году актёр стал лауреатом премии GayVN Awards в номинации «Лучшая мужская роль» за фильм «BuckleRoos Part 1». Время от времени он участвовал в гетеросексуальных порнолентах.
В 2010 году Арпад Миклош стал моделью журнала Butt. В 2012 году снялся в музыкальном клипе Perfume Genius на песню «Hood».

## Смерть
Миклош был найден мёртвым 3 февраля 2013 года в своей квартире в Ист-Сайде, Нью-Йорк. Рядом с телом была обнаружена предсмертная записка. Причиной смерти стала преднамеренная передозировка наркотиков вследствие длительной депрессии.

## Фильмография
- 1995 : The Vampire of Budapest
- 1996 : Hungary for Men
- 1999 : Thick as Thieves
- 2002 : Medic Men
- 2003 : Bone Island
- 2004 : Fire Island Cruising 6
- 2004 : BuckleRoos Part I
- 2005 : World Splash Orgy 2005
- 2006 : Beefcake
- 2006 : Humping Iron
- 2006 : Jarheads 2
- 2006 : Private Lowlife
- 2007 : Gigolo
- 2007 : Drifter
- 2008 : Mens Room III: Ozark Mtn. Exit 8
- 2010 : Lust
- 2010 : Crotch Rockets